# Eggegebirgsverein

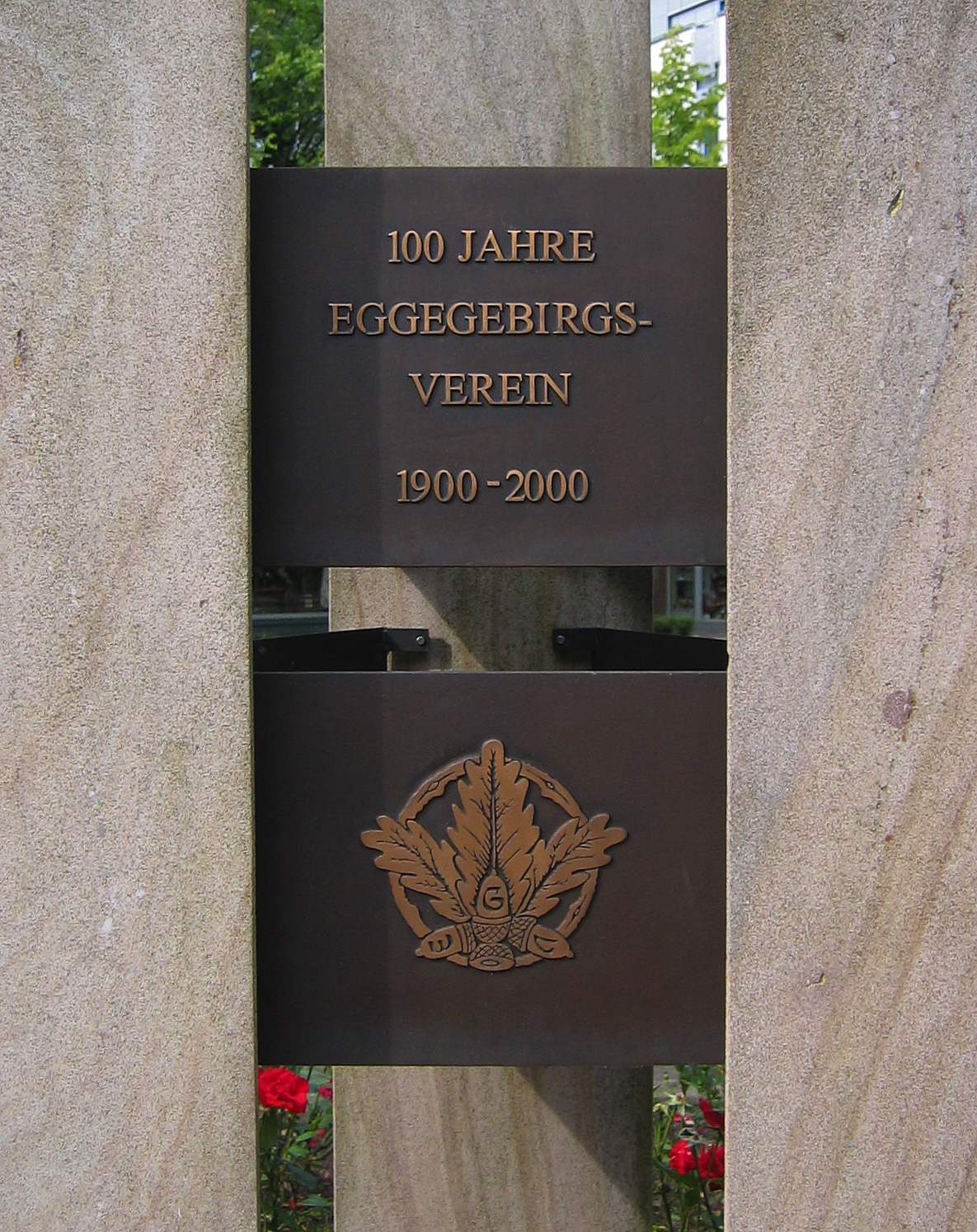
Gedenktafel zum hundertjährigen Jubiläum vor dem Rathaus in Bad Driburg

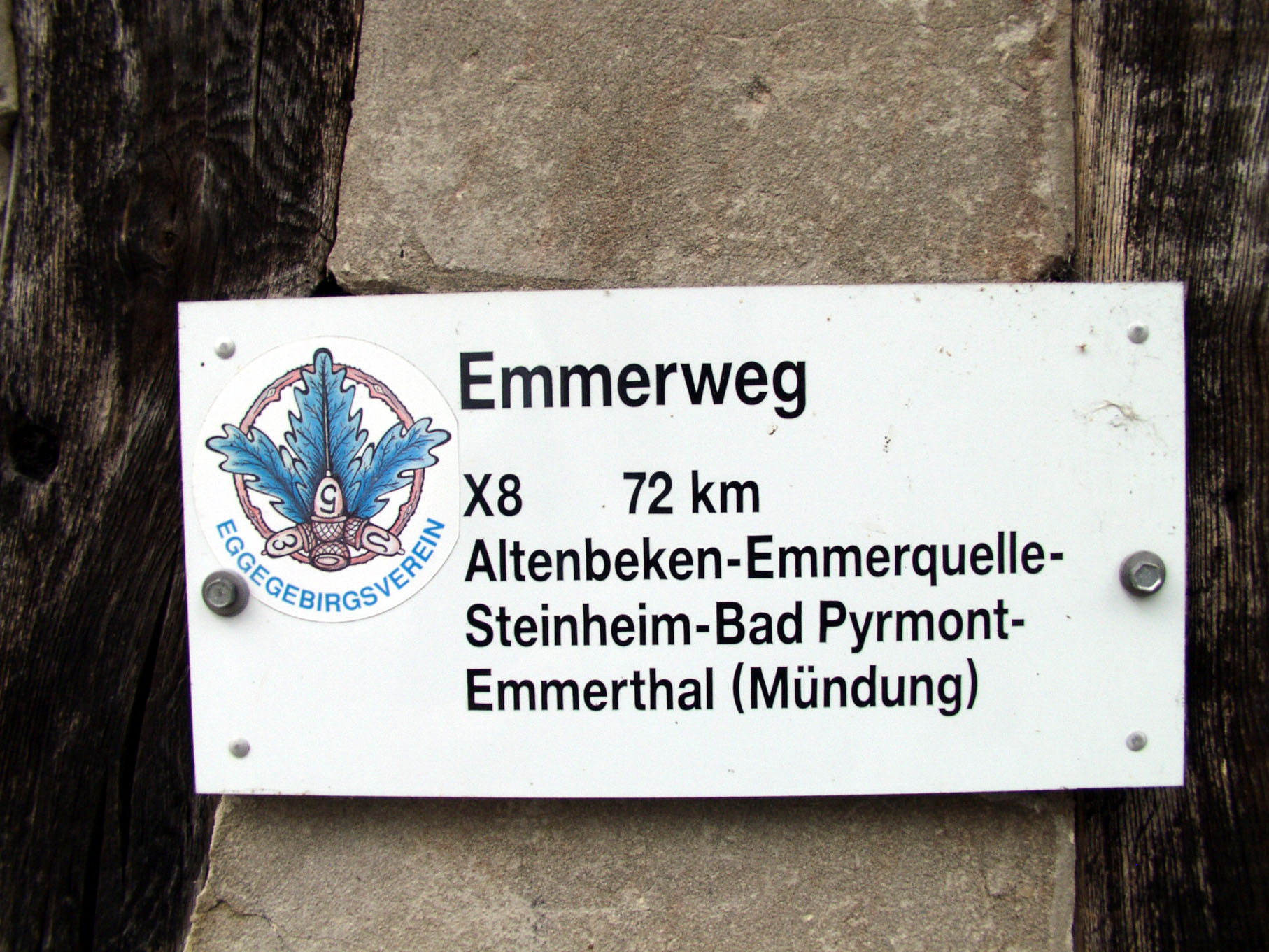
Ein Wegweiser des Eggegebirgsvereins

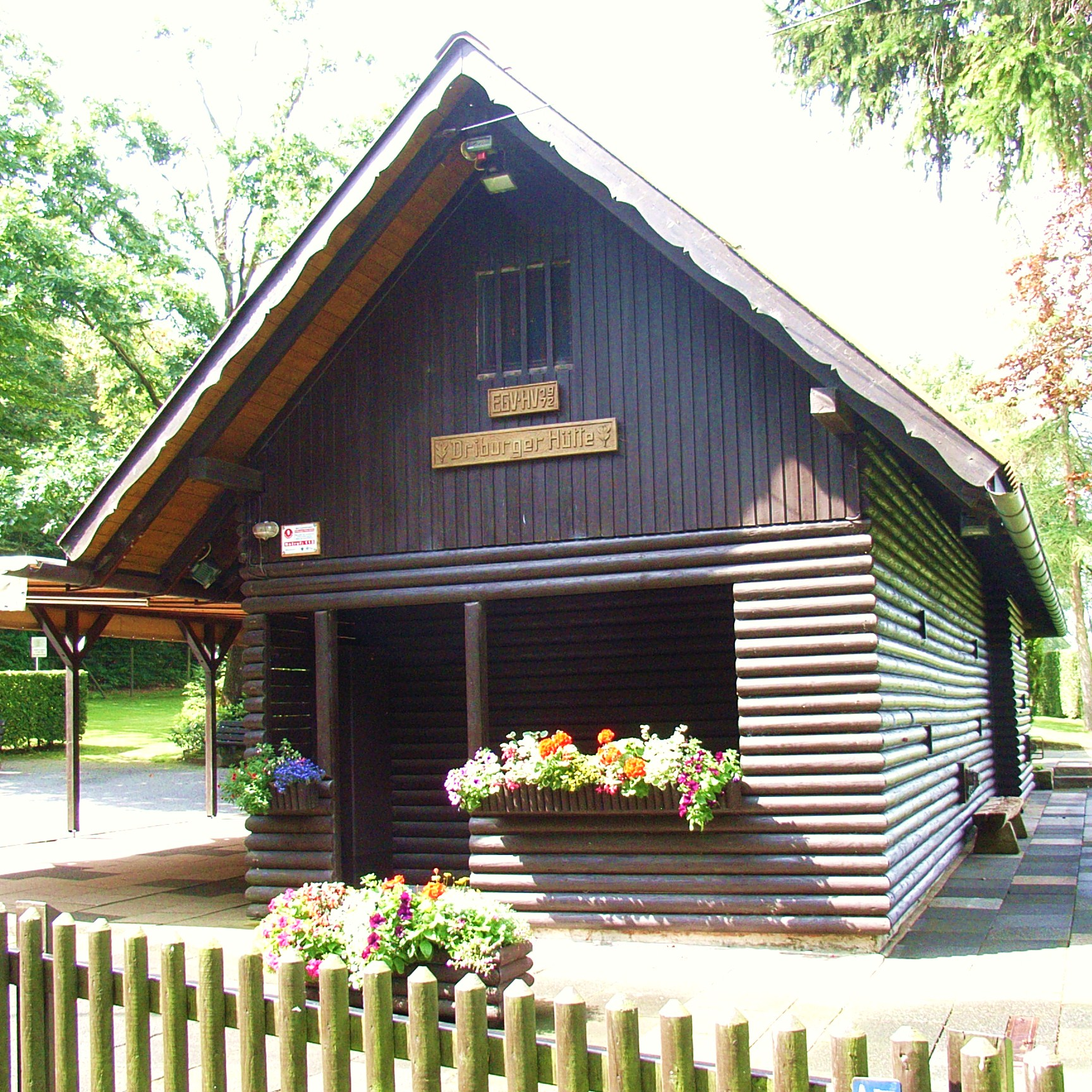
Die Driburger Vereinshütte

Der Eggegebirgsverein (EGV) ist ein Wanderverein mit Sitz in Bad Driburg. Er ist eingetragen in das Vereinsregister des Amtsgerichts Paderborn (VR 10012). Der Schwerpunkt seiner Aktivitäten ist die Förderung des Wanderns im Eggegebirge. Er hat heute rund 6.000 Mitglieder, die in 44 Abteilungen organisiert sind.

## Geschichte
Der Verein wurde am 11. März 1900 in Altenbeken gegründet. Er bestand zunächst aus 7 Gründungsabteilungen. Vorsitzender wurde der Sanitätsrat Leopold Lünnemann. Zu den Zielen zählte es, „den Fremdenverkehr im Gebiete des Eggegebirges zu heben und zu erleichtern, insbesondere durch Herstellung von Wegweisern, Ruhebänken, Fußwegen, Aussichtspunkten, Schutzhütten, Fassung von Quellen“ und ähnlichen Hilfen sowie die Kenntnis über das Eggegebirge „in geschichtlicher, geographischer und naturwissenschaftlicher Beziehung“ zu erweitern. Man trat dem Verband Deutscher Touristen-Vereine bei.
Unter der Initiative von Fricke wurde der Eggeweg vom Velmerstot bis nach Bonenburg entworfen und die Betretungsrechte mit den Waldbesitzern verhandelt. Fricke bearbeitete die Touristenkarte des Egge-Gebirges im Maßstab 1:75.000, die im Jahre 1902 erschien.
Der Verein betreut unter anderem auch den Emmerweg sowie den Eggeweg, der deutschlandweit der erste vom Deutschen Wanderverband mit dem Gütesiegel "Qualitätsweg Wanderbares Deutschland" ausgezeichnete Wanderweg.

## Abteilungen
Altenbeken, Asseln, Atteln, Bad Driburg, Bad Lippspringe, Blankenrode, Bonenburg, Borgentreich, Borlinghausen, Brakel, Brenkhausen, Buke, Dahl, Erpentrup-Langeland, Essentho, Gehrden, Grevenhagen, Holtheim, Hövelhof, Husen, Kirchborchen, Kleinenberg, Leopoldstal, Lichtenau, Marsberg, Meerhof, Neuenbeken, Neuenheerse, Nieheim, Oesdorf, Ottenhausen, Paderborn, Peckelsheim, Reelsen, Rheder, Riesel, Rimbeck, Sandebeck, Schwaney, Siebenstern, Steinheim, Warburg, Westheim und Willebadessen.

## Auszeichnungen
Der Eggegebirgsverein wurde 2000 mit der Eichendorff-Plakette ausgezeichnet. Auch die folgenden Abteilungen erhielten diese Auszeichnung:
- 1998 Heimatverein Bad Driburg[7]